# Schalows toerako
De Schalows toerako (Tauraco schalowi) is een vogel die behoort tot de familie Musophagidae (toerako's). De vogel is genoemd naar de Duitse ornitholoog Herman Schalow.

## Verspreiding en leefgebied
Deze soort komt voor van Angola tot zuidwestelijk Kenia, westelijk Tanzania en Malawi.